# Бед Акс (Мичиген)
Бед Акс (енгл. Bad Axe) град је у америчкој савезној држави Мичиген. По попису становништва из 2010. у њему је живело 3.129 становника.

## Демографија
Према попису становништва из 2010. у граду је живело 3.129 становника, што је -333 (-9.6%) становника више него 2000. године.
| Група             | 2000.         | 2010.         |
| Белци             | 3.340 (96,5%) | 2.918 (93,3%) |
| Афроамериканци    | 9 (0,3%)      | 26 (0,8%)     |
| Азијати           | 20 (0,6%)     | 46 (1,5%)     |
| Хиспаноамериканци | 53 (1,5%)     | 75 (2,4%)     |
| Укупно            | 3.462         | 3.129         |